# Stanowice (Oława)
Pour les articles homonymes, voir Stanowice.
Stanowice est une localité polonaise de la gmina et du powiat d'Oława en voïvodie de Basse-Silésie.